# Boliche nos Jogos Pan-Americanos de 2023 - Individual masculino
O evento individual masculino do boliche nos Jogos Pan-Americanos de 2023 foi disputado entre 3 e 5 de novembro de 2023 no Centro de Boliche, em La Florida. Um total de 25 competidores de 13 Comitês Olímpicos Nacionais (CON) participaram do evento.

## Calendário
Horário local (UTC−3).
| Data          | Hora  | Fase                         |
| ------------- | ----- | ---------------------------- |
| 3 de novembro | 8:00  | Fase classificatória – Dia 1 |
| 4 de novembro | 14:00 | Fase classificatória – Dia 2 |
| 5 de novembro | 10:00 | Semifinais                   |
| 5 de novembro | 12:00 | Final                        |

## Medalhistas
| Ouro   | USA A. J. Johnson                     |
| Prata  | CAN Michel Hupé                       |
| Bronze | CRC Marco Moretti PUR Cristian Azcona |

## Resultados

### Fase classificatória
Os quatro competidores com as maiores pontuações após dois dias de disputas avançam às semifinais.
| Pos. | Jogador           | CON                                 | Total | Notas |
| ---- | ----------------- | ----------------------------------- | ----- | ----- |
| 1    | Michel Hupé       | CAN Canadá                          | 3650  | Q     |
| 2    | Marco Moretti     | CRC Costa Rica                      | 3545  | Q     |
| 3    | A. J. Johnson     | USA Estados Unidos                  | 3511  | Q     |
| 4    | Cristian Azcona   | PUR Porto Rico                      | 3465  | Q     |
| 5    | Rodolfo Monacelli | VEN Venezuela                       | 3435  |       |
| 6    | Brandon Bonta     | USA Estados Unidos                  | 3432  |       |
| 7    | François Lavoie   | CAN Canadá                          | 3410  |       |
| 8    | Israel Hernández  | PUR Porto Rico                      | 3341  |       |
| 9    | Luis Rovaina      | VEN Venezuela                       | 3335  |       |
| 10   | Sebastián Salazar | COL Colômbia                        | 3327  |       |
| 11   | Rolando Sebelén   | DOM República Dominicana            | 3281  |       |
| 12   | Wascar Cavallo    | DOM República Dominicana            | 3258  |       |
| 13   | Edgar Burgos      | PUR Porto Rico                      | 3257  |       |
| 14   | Marcelo Suartz    | BRA Brasil                          | 3233  |       |
| 15   | Felipe Gil        | COL Colômbia                        | 3222  |       |
| 16   | Raúl Ayala        | ECU Equador                         | 3207  |       |
| 17   | Marvin León       | EAI Equipe de Atletas Independentes | 3206  |       |
| 18   | Patricio Bórquez  | CHI Chile                           | 3198  |       |
| 19   | Gustavo Wong      | ECU Equador                         | 3196  |       |
| 20   | Jesús Borgueaud   | CHI Chile                           | 3180  |       |
| 21   | William Duen      | PAN Panamá                          | 3178  |       |
| 22   | Diego Aguilar     | EAI Equipe de Atletas Independentes | 3135  |       |
| 23   | Bruno Soares      | BRA Brasil                          | 3126  |       |
| 24   | Juan Rodríguez    | CRC Costa Rica                      | 3123  |       |
| 25   | Donald Lee        | PAN Panamá                          | 3010  |       |

### Semifinais
Os vencedores de cada semifinal avançam à final. Os perdedores conquistam automaticamente as medalhas de bronze.
Semifinal 1
| Pos.              | Jogador       | CON                | G1  | G2  | G3  | Total | Notas |
| ----------------- | ------------- | ------------------ | --- | --- | --- | ----- | ----- |
| 1                 | A. J. Johnson | USA Estados Unidos | 204 | 228 | 248 | 680   | Q     |
| Medalha de bronze | Marco Moretti | CRC Costa Rica     | 255 | 174 | 237 | 666   |       |

Semifinal 2
| Pos.              | Jogador         | CON            | G1  | G2  | G3  | Total | Notas |
| ----------------- | --------------- | -------------- | --- | --- | --- | ----- | ----- |
| 1                 | Michel Hupé     | CAN Canadá     | 191 | 237 | 245 | 673   | Q     |
| Medalha de bronze | Cristian Azcona | PUR Porto Rico | 216 | 245 | 204 | 665   |       |

### Final
As pontuações totais definem as medalhas de ouro e de prata.
| Pos.             | Jogador       | CON                | G1  | G2  | G3  | Total | Notas |
| ---------------- | ------------- | ------------------ | --- | --- | --- | ----- | ----- |
| Medalha de ouro  | A. J. Johnson | USA Estados Unidos | 239 | 300 | 256 | 795   |       |
| Medalha de prata | Michel Hupé   | CAN Canadá         | 269 | 267 | 191 | 727   |       |